# Coal Chamber (album)
Albums de Coal Chamber
Chamber Music
Coal Chamber est le premier album du groupe Coal Chamber sorti en 1997.

## Liste des pistes
| No  | Titre              | Durée |
| --- | ------------------ | ----- |
| 1.  | Loco               | 4:15  |
| 2.  | Bradley            | 3:05  |
| 3.  | Oddity             | 3:20  |
| 4.  | Unspoiled          | 3:00  |
| 5.  | Big Truck          | 3:30  |
| 6.  | Sway               | 3:35  |
| 7.  | First              | 4:12  |
| 8.  | Maricon Puto       | 0:46  |
| 9.  | I                  | 3:50  |
| 10. | Clock              | 3:00  |
| 11. | My Frustration     | 4:00  |
| 12. | Amir Of The Desert | 0:45  |
| 13. | Dreamtime          | 3:44  |
| 14. | Pig                | 8:28  |